# Evenor
Evenor is een geslacht van sponsdieren uit de klasse van de Demospongiae (gewone sponzen).

## Soort
- Evenor fuciformis Duchassaing & Michelotti, 1864